# دلتا شاتل
دلتا شاتل (انگلیسی: Delta Shuttle) شرکت هواپیمایی آمریکایی است، که در سال ۱۹۹۱ توسط شرکت دلتا ایرلاینز تأسیس شد.